# Афрогайанцы
Афро-гайанцы или Гайанцы — жители Гайаны, африканского (негроидного) происхождения. Во времена, когда плантаторы сделали землю доступной для восточных индийцев на конец XIX столетия, в то время как афро-гайанцам было запрещено владеть землёй несколькими десятилетиями ранее, негодование афро-гайанцев и других колониальных этнических групп было усилено. Самоощущение афро-гайанских людей как настоящих гайанцев происходит не только из долгой истории места жительства, но также и от превосходства, основанного на их уровне грамотности, исповедании христианства и британских колониальных ценностей.
В начале двадцатого века большая часть городского населения страны была африканскими гайанцами. Многие из них, проживали в деревнях и из-за этого, мигрировали в города в поисках работы и лучшего уровня жизни. До 1930-х афро-гайанцы, особенно смешанного африканско-европейского происхождения, составляли большую часть пёстрого профессионального класса. В течение 1930-х, из-за того, что индогайанцы начали входить в средний класс в гораздо большем количестве, афро-гайанцы и индогайанцы стали конкурировать за лучшее профессиональные положения.

## Демографические данные
Гайана является многонациональной страной, 43,5 % населения считаются выходцами из Восточной Индии (бихари, тамилы, телугу, пенджабцы) 31,2 % афро-гайанцы, 16,7 % смешанного происхождения, 9,2 % индейцы и 0,46 % другие, по большой части китайцы и европейцы (в особенности португальцы и англичане). Некоторые гайанцы происходят из Афганистана, Ирана, Ирака, Турции, Испании и Сирии. Гайанское креолизированное наречие является наиболее распространённым и активно действующим среди гайанского населения и его диаспорами. Религиозный состав гайанцев:
- индусы — 28,4 %
- христиане — 50,5%
  - пятидесятники — 16,9 %
  - римские католики 8,1 %
  - адвентисты седьмого дня — 5 %
  - другие христианские конфессии — 20,5 %
- мусульмане — 7,2 %
- без религии — 4,3 %
- растафари — 0,5 %
- бахаи — 0,1 %
- прочие религии — 2,2 %

## Культура
Традиции гайанского народа в основном остались в рецептах приготовления пищи, народном творчестве и в семейно-бытовых отношениях. Широко распространены народные песни колипсо. Главными праздниками для гайанцев считается карнавал. К сожалению, креольские танцы — кумфо, короманти, конго — постепенно исчезают.

## Диаспора
Гайанские общины существуют в основном в США (86 120 гайанцев), Великобритании (20 872 гайанца), Канаде (14 560 гайанцев) и Нидерландах (328 гайанцев). Причиной этого массового исхода была очень репрессивная политика Форбса Бернема, бывшего президента и диктатора. Миграция гайанского народа в другие страны началось в конце 1950-х годов, когда некоторые гайанцы (в основном молодые люди и некоторые женщины), как и другие выходцы из Карибского бассейна, согласились на предложение от британского правительства переехать в Англию, чтобы пополнить британскую рабочую силу. Это была кратковременная политика, вскоре британское правительство быстро закрыло дверь для открытой иммиграции из своих карибских территорий. Миграции многих представителей гайанцев произошла в Великобритании и Канаде на конце 1960-х и начале 1970-х годов в связи с политической борьбой или «восприятие» политических проблем того времени. Переезд гайанцев в других западные страны в основном из Канады и США продолжалась с 1970-х по 1980-е годы, многие представители переезжали из-за политических, социальных и экономических причин, а также для получения образования. В настоящее время миграция продолжается в связи с необходимостью восстановить разделённые семьи.

### Известные люди афро-гайанского происхождения
- Эдди Грант, британский исполнитель регги.
- Дебора Кокс, канадская певица, автор песен и актриса.
- Даррен Коллисон, американский баскетболист.
- Фил Лайнотт, ирландский музыкант, основатель группы Thin Lizzy.
- Леона Льюис, британская певица.
- Дерек Люк, американский актер.
- Си Си Эйч Паундер, американская актриса.
- Рианна, певица, по линии матери имеет афрогайанские корни.
- Эон Синклер, басист канадской рок-ска-регги-группы Bedouin Soundclash.
- Шон Патрик Томас, актёр (За мной последний танец и Парикмахерская).
- Тревор Филлипс[англ.], британский политический деятель.
- Ширли Чисхолм, американский политик, кандидат в президенты США на выборах 1972 года.